# Radar xuyên đất

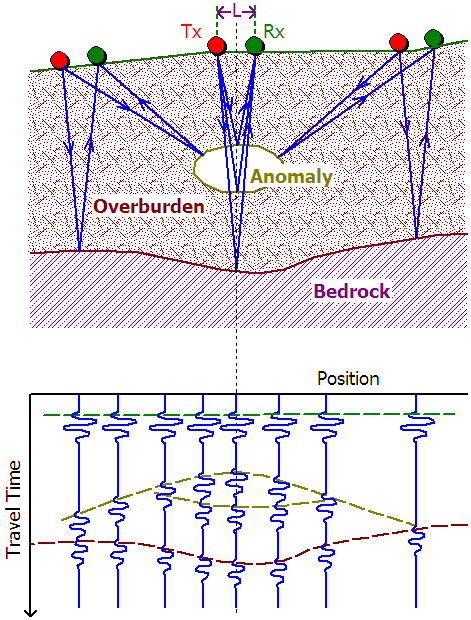
Diễn giải đo Radar xuyên đất

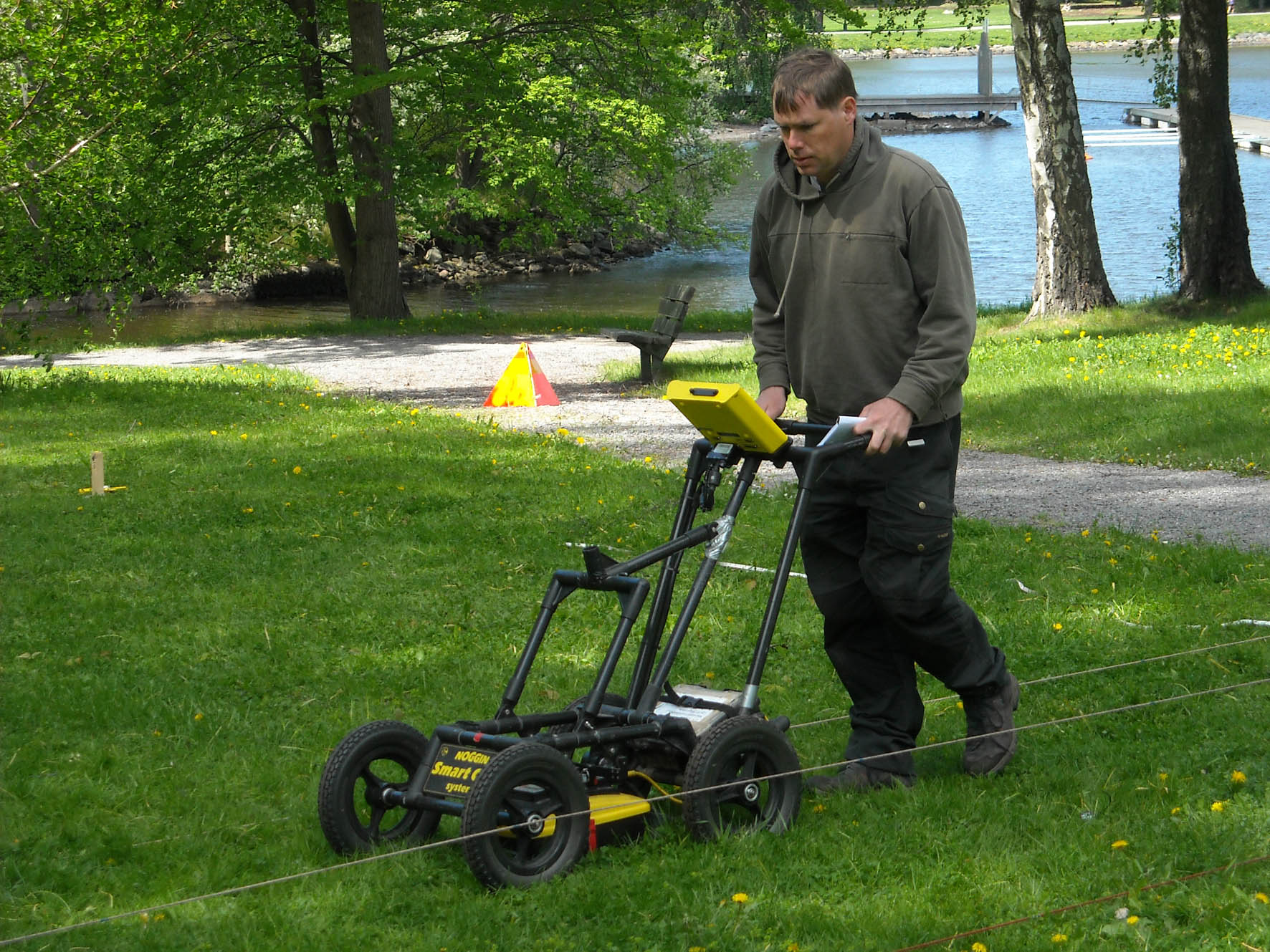
Đo ngoài thực địa với bộ máy có lắp bánh xe đẩy

Radar xuyên đất (tiếng Anh: Ground-penetrating radar, GPR) còn gọi là Radar quét, hay Georada là một phương pháp của địa vật lý thăm dò, thực hiện phát xung sóng điện từ vào môi trường đất đá. Khi gặp ranh giới các khối có hằng số điện môi khác nhau, sẽ xảy ra hiện tượng phản xạ một phần sóng. Thu nhận sóng tại các điểm quan sát xác định, và xử lý phân tích sẽ xác định được các ranh giới đó.
Tên gọi Radar quét được hiểu là thu sóng phản xạ, còn thu sóng truyền qua thì gọi là chiếu sóng. Phương pháp được dùng trong tìm khoáng sản, nước ngầm, điều tra địa chất môi trường - tai biến tự nhiên, hố sụt (Sinkhole), karst, đới có nguy cơ lở đất ven sông, tìm vật chưa nổ (UXO), khảo cổ, kiểm tra công trình mà không gây phá hủy để tìm các ổ rỗng như tổ mối, lỗi trong nền đường,...
Tại Việt Nam, phương pháp khảo sát này được quy chuẩn trong TCVN 9426: 2012

## Nội dung phương pháp
Phương pháp sử dụng xung sóng điện từ (thường là phân cực) ở băng tần UHF / VHF qua antenna Tx phát vào đất đá, và thu nhận sóng bằng antenna thu Rx. Khi gặp ranh giới các khối có hằng số điện môi khác nhau, sóng sẽ phản xạ một phần. Các khối điện môi có thể là các đất đá có thành phần khác nhau, kim loại, khối chôn vùi, nước ngầm, vết nứt, đất yếu dễ sụt, khoảng trống, karst,...
Độ sâu khảo sát của Radar xuyên đất xác định theo hiệu ứng skin, nêu trong lý thuyết về trường điện từ. Độ sâu này giảm theo tần số sử dụng và độ dẫn điện của môi trường. Độ sâu khảo sát ở vùng băng tuyết có thể tới 1000 m, ở đất đá khô hay bê tông là cỡ 15–30 m, còn ở vùng cát sét nước mặn thì chỉ vài cm.

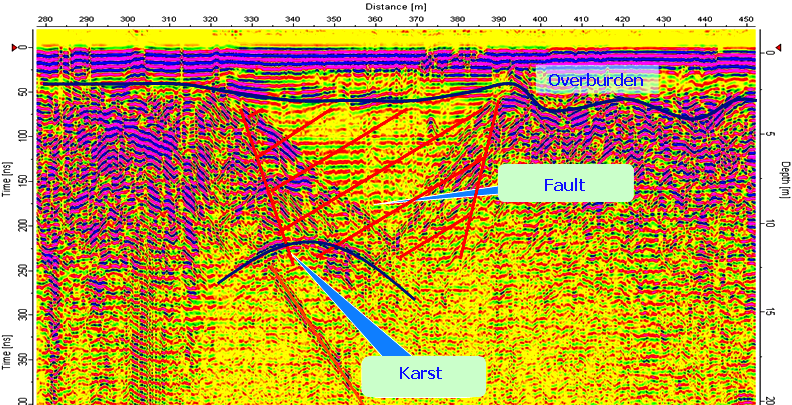
Mặt cắt GPR trên tuyến có đá vôi và xảy ra sụt đất (sinkhole) do karst gây ra, tại Cam Lộ, Quảng Trị, Việt Nam.

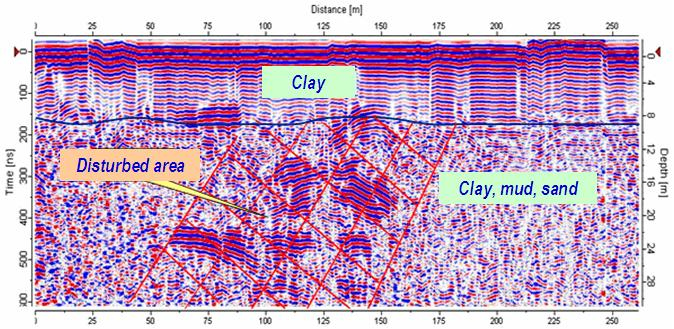
Mặt cắt GPR dọc bờ sông Sài Gòn ở Thanh Đa, Thành phố Hồ Chí Minh, trước khi sụt lở.

## Đo đạc và xử lý số liệu
Khi đo Radar xuyên đất trên mặt (mặt đất, mặt thành hầm lò hay khối beton) thì antenna phát Tx và thu Rx đặt cách nhau có độ dịch L (offset) vài mét, điểm đo được quy ước là điểm giữa. Các điểm đo lập thành tuyến (2D) hoặc theo diện (khảo sát 3D).
Như trong hình vẽ, tại điểm đo nằm trên dị thường (Anomaly), sẽ lần lượt thu được các xung phản xạ: Mặt đất, mặt trên dị thường, mặt dưới dị thường, và mặt đá gốc (Bedrock). Đo theo tuyến sẽ thu được hình ảnh phản hồi sóng của môi trường.

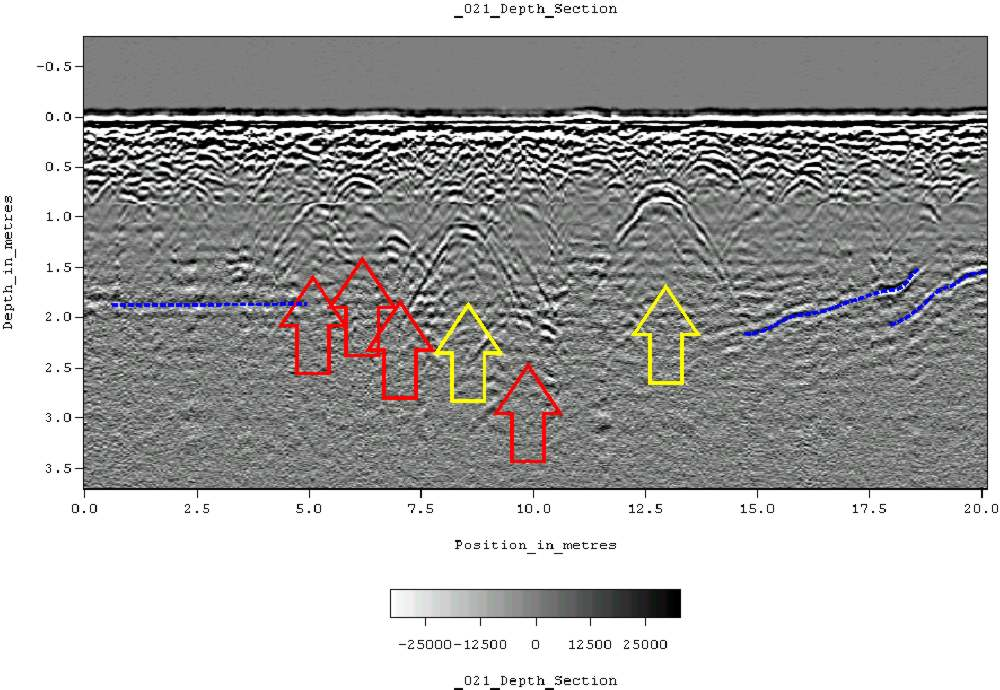
Mặt cắt Radar xuyên đất trên một nghĩa trang Alabama, Mỹ. Các hyperbol (mũi tên) chỉ ra sự hiện diện của khối tán xạ bên dưới, có thể liên quan tới ngôi mộ. Phản xạ từ lớp đất cũng có mặt (đường nét đứt).

Tuy nhiên các antenna sóng không có tính dị hướng, nên nếu đo theo tuyến sẽ phát hiện được, chẳng hạn cái ô tô, mà không phân biệt được ô tô nằm trên, nằm cạnh hay dưới mặt đất. Những mẫu máy gần đây có thêm màn chắn cho antenna, giảm tính đẳng hướng nhưng không triệt được hẳn.
Vì thế, để tăng độ tin cậy thì đo đạc cần thực hiện:
- Quan sát và ghi chú đầy đủ các vật thể nằm trên mặt đất, dọn dẹp đi nếu thực hiện được
- Đo theo diện 3D
- Đo với nhiều offset L và xử lý theo dạng Điểm giữa chung (Common Mid Point, CMP)

Tài liệu đo quét phản xạ được xử lý bằng phần mềm địa chấn phản xạ nông, như Reflexw của hãng Sandmeier Scientific Software (Đức), có một modul riêng dành cho GPR nhằm thích hợp với tốc độ truyền sóng cỡ ánh sáng và hiện tượng đặc thù là phản xạ kéo dài ra xa vị trí thực của dị thường.
Khi đo chiếu sóng thì phát và thu ở hai hố khoan hoặc giữa mặt đất với hố khoan hay hầm lò, sao cho tia sóng chiếu qua khối cần khảo sát. Tài liệu được xử lý bằng phần mềm Tomography. Ví dụ phần mềm GeoTomCG phiên bản GPR của GeoTom, LLC (Mỹ) là phần mềm giải 3D cho chiếu sóng.

## Đối tượng nghiên cứu
- Thạch quyển